# Luis Ibaraki
Marzo 9: San Luis Ibaraki, Mártir japonés, Terciario Franciscano (1586‑1597). Canonizado por Pío IX el 8 de junio de 1862.
Luis Ibaraki, de Nagasaki, niño de apenas once años, es como la obra maestra pedagógica de la escuela de San Pedro Bautista y de sus cohermanos. Huérfano de padre y madre, había vivido con sus tíos, que lo habían acogido en casa como hijo. Luego fue encomendado a los santos León Karasuma y Pablo Ibaraki, que fueron sus preceptores. Deseando hacerse franciscano y sacerdote, fue recibido en el seminario. Fueron sus grandes amigos y colegas de martirio San Antonio de Nagasaki, de trece años, y Santo Tomás Kosaki, de quince. Sereno, cordial, afable, pasó como un meteoro de luz. Vivió como un ángel. Siempre el primero en la oración, era acólito y cantor, servía con fervor en la santa Misa. Enseñaba catecismo a los niños menores que él. San Pedro Bautista se dio cuenta rápidamente de la óptima índole del muchacho y lo mantenía siempre consigo en las celebraciones litúrgicas y en las obras de asistencia y de evangelización. Su fervor suscitaba admiración en los mismos paganos. A un noble que quiso apartarlo de su fe, le respondió: “Nunca me apartarás de mi fe, que está muy arraigada en mí; más bien, ¿por qué no te haces cristiano tú? Encontrarías el secreto de la felicidad!”.
El 3 de enero de 1597 comenzó el difícil viaje hacia Nagasaki. En varias ciudades fue expuesto con los demás a la burla del pueblo: pero mucha gente mostraba simpatía por los mártires, en especial por el muchacho. En Corazu, por el camino hacia Nagasaki, el gobernador Fazamburo trató de convencer a Luis a abandonar la fe y le ofreció riquezas y honores a cambio de su fe, él le respondió que estaba feliz de poder renunciar a su vida y morir por Jesús. En los últimos días lo asistieron los padres Francisco Pasio y Juan Rodríguez.
Rechazó un nuevo asalto del gobernador que lo provocaba a renegar de Cristo a cambio de la vida y de las riquezas. Le respondió: “Yo de ninguna manera abandono a este Cristo que me está abriendo las puertas del cielo y me envía sus ángeles para ponerme en la cabeza una corona de fúlgida gloria". Quédate con tus riquezas que no quiero, yo me contento sólo con las del cielo”.
Llegados a la Santa Colina de Nagasaki, besó la cruz en que había de ser atado y martirizado. Recitó con Antonio y Tomás el salmo: “Alabad niños al Señor – Laudate pueri Dominum...”. Antes de ser atravesado por las lanzas de los soldados, gritó: “Paraíso! Paraíso!”.
- Datos: Q12900859